# Distretto di Vasylivka
Il distretto di Vasylivka (in ucraino Василівський район?) è un distretto nell'oblast' di Zaporižžja in Ucraina. Il suo centro amministrativo è la città di Vasylivka. Ha una popolazione di 181 271 abitanti.
Il 18 luglio 2020, come parte della riforma amministrativa dell'Ucraina, il numero di distretti dell'oblast di Zaporižžja è stato ridotto a cinque e l'area del distretto di Vasylivka è stata notevolmente ampliata.